# Dizocilpin
Dizocilpin (INN) (MK-801) je nekompetitivni antagonist N-metil-d-aspartat (NMDA) receptora, glutamatnog receptor. Glutamat je primarni pobuđivački neurotransmiter mozga. Kanal je normalno blokiran jonom magnezijuma i neophodna je depolarizacija neurona da se ukloni magnezijum i omogući glutamatu da otvori kanal, nakon čega dolazi do unosa kalcijuma, što dovodi do naknadne depolarizacije. MK-801 se vezuje unutar jonskog kanala receptora na nekoliko mesta vezivanja PCP-a čime se sprečava unos jona, uključujući kalcijuma, kroz kanal. Dizocilpin blokira NMDA receptore u upotrebnom i od napona zavisnom maniru, pošto kanal mora da bude otvoren da bi se lek vezao. Lek deluje kao potentan antikonvulsant i verovatno ima disocijativna anestetička svojstva, ali nema kliničku primenu za te svrhe jer može da uzrokuje povrede mozga. MK-801 je takođe asociran sa brojnim nuspojavama, među kojima su kognitivni poremećaj i niz psihotičkih reakcija. On isto tako inhibira indukciju dugotrajne potencijacije.
Za dizocilpin je nađeno da deluje kao antagonist nikotinskog acetilholinskog receptora. Isto tako je pokazano da se vezuje i inhibira serotoninske i dopaminske trasportere.

## Literatura
- Wong EH, Kemp JA, Priestley T, Knight AR, Woodruff GN, Iversen LL (1986). „The anticonvulsant MK-801 is a potent N-methyl-D-aspartate antagonist”. Proc Natl Acad Sci USA. 83 (18): 7104—8. PMC 386661 . PMID 3529096. doi:10.1073/pnas.83.18.7104.